# Saison 2023-2024 des Girondins de Bordeaux (féminines)
 (juillet 2025).
Si vous disposez d'ouvrages ou d'articles de référence ou si vous connaissez des sites web de qualité traitant du thème abordé ici, merci de compléter l'article en donnant les références utiles à sa vérifiabilité et en les liant à la section « Notes et références ».
La saison 2023-2024 de la section féminine des Girondins de Bordeaux est la huitième saison consécutive du club girondin en première division du championnat de France depuis la saison 2016-2017.

## Transferts et effectif

### Mercato d'été
Beaucoup de départs et non des moindres : en fin de contrat Mélissa Gomes retourne à Reims, Maëlle Garbino et Ella Palis découvrent l'Italie et la Juventus, Mickaëlla Cardia au Havre HAC, Julie Dufour au Paris FC et Sisca Folkertsma au Feyenoord Rotterdam.

## Effectif professionnel
| Joueuses |    |      | Encadrement technique   |                   |            |                        |           |
| \| No \| P. \| Nat. \| Nom \| Date de naissance \| Sélection \| Club précédent \| Contrat \| \| -- \| -- \| ---- \| ----------------------- \| ----------------- \| ---------- \| ---------------------- \| --------- \| \| 16 \| G \| \| Justine Lerond \| 29/02/2000 \| \| FC Metz \| 2022-2025 \| \| 40 \| G \| \| Maïté Mendiburu \| 23/12/2007 \| \| Formée au club \| 2023-2026 \| \| 25 \| D \| \| Hilary Diaz \| 24/07/2004 \| \| Fc Nantes \| 2022-2025 \| \| 5 \| D \| \| Marion Haelewyn \| 30/10/2004 \| \| Formée au club \| 2021-2024 \| \| 18 \| D \| \| Amandine Herbert \| 20/11/2002 \| \| Formée au club \| 2022-2025 \| \| 26 \| D \| \| Fiona Liaigre \| 05/01/2005 \| \| Formée au club \| 2022-2025 \| \| 21 \| D \| \| Lou Autin \| 25/01/2006 \| \| Formée au club \| 2022-2026 \| \| 23 \| D \| \| Andréa Lardez \| 23/01/1994 \| \| Formée au club \| 2011-2023 \| \| 24 \| D \| \| Nesrine Bahlouli \| 20/02/2003 \| \| Milan AC \| 2023-2026 \| \| 27 \| D \| \| Laurine Pinot \| 15/01/2002 \| \| ASJ Soyaux \| 2023-2026 \| \| 8 \| M \| \| Hajar Said \| 22/05/2005 \| \| Hassania \| 2023-2026 \| \| 10 \| M \| \| Camille Lafaix \| 29/05/2001 \| \| Cal Poly \| 2023-2026 \| \| 6 \| M \| \| Maëlle Seguin \| 18/07/2004 \| \| Formée au club \| 2022-2026 \| \| 4 \| A \| \| Océane Hurtré \| 17/02/2004 \| \| Paris Saint-Germain \| 2023-2024 \| \| 7 \| A \| \| Mylaine Tarrieu \| 03/01/1995 \| \| Rodez Aveyron Football \| 2023-2026 \| \| 15 \| A \| \| Hawa Sangaré \| 20/07/2002 \| \| Paris Saint-Germain \| 2023-2026 \| \| 13 \| A \| \| Serena Pinto de Queiros \| 01/02/2004 \| \| Formée au club \| 2022-2026 \| \| 11 \| A \| \| Laura Bourgoin \| 17/09/1992 \| \| ASJ Soyaux \| 2024-2025 \| \| 14 \| A \| \| Marie Dehri \| 31/03/2003 \| \| Formée au club \| 2022-2026 \| \| 17 \| A \| \| Abigail Kofi Kim \| 19/07/1998 \| \| Pride Orlando \| 2023-2026 \| \| 19 \| A \| \| Jelena Karlicic \| 05/10/2002 \| Monténégro \| Medkila IL \| 2022-2024 \| |    |      |                         |                   |            |                        |           |
| No | P. | Nat. | Nom                     | Date de naissance | Sélection  | Club précédent         | Contrat   |
| 16 | G  |      | Justine Lerond          | 29/02/2000        |            | FC Metz                | 2022-2025 |
| 40 | G  |      | Maïté Mendiburu         | 23/12/2007        |            | Formée au club         | 2023-2026 |
| 25 | D  |      | Hilary Diaz             | 24/07/2004        |            | Fc Nantes              | 2022-2025 |
| 5 | D  |      | Marion Haelewyn         | 30/10/2004        |            | Formée au club         | 2021-2024 |
| 18 | D  |      | Amandine Herbert        | 20/11/2002        |            | Formée au club         | 2022-2025 |
| 26 | D  |      | Fiona Liaigre           | 05/01/2005        |            | Formée au club         | 2022-2025 |
| 21 | D  |      | Lou Autin               | 25/01/2006        |            | Formée au club         | 2022-2026 |
| 23 | D  |      | Andréa Lardez           | 23/01/1994        |            | Formée au club         | 2011-2023 |
| 24 | D  |      | Nesrine Bahlouli        | 20/02/2003        |            | Milan AC               | 2023-2026 |
| 27 | D  |      | Laurine Pinot           | 15/01/2002        |            | ASJ Soyaux             | 2023-2026 |
| 8 | M  |      | Hajar Said              | 22/05/2005        |            | Hassania               | 2023-2026 |
| 10 | M  |      | Camille Lafaix          | 29/05/2001        |            | Cal Poly               | 2023-2026 |
| 6 | M  |      | Maëlle Seguin           | 18/07/2004        |            | Formée au club         | 2022-2026 |
| 4 | A  |      | Océane Hurtré           | 17/02/2004        |            | Paris Saint-Germain    | 2023-2024 |
| 7 | A  |      | Mylaine Tarrieu         | 03/01/1995        |            | Rodez Aveyron Football | 2023-2026 |
| 15 | A  |      | Hawa Sangaré            | 20/07/2002        |            | Paris Saint-Germain    | 2023-2026 |
| 13 | A  |      | Serena Pinto de Queiros | 01/02/2004        |            | Formée au club         | 2022-2026 |
| 11 | A  |      | Laura Bourgoin          | 17/09/1992        |            | ASJ Soyaux             | 2024-2025 |
| 14 | A  |      | Marie Dehri             | 31/03/2003        |            | Formée au club         | 2022-2026 |
| 17 | A  |      | Abigail Kofi Kim        | 19/07/1998        |            | Pride Orlando          | 2023-2026 |
| 19 | A  |      | Jelena Karlicic         | 05/10/2002        | Monténégro | Medkila IL             | 2022-2024 |

## Championnat de France
La Division 1 2023-2024 est la cinquantième édition du championnat de France féminin de football et la vingt et unième sous l'appellation « Division 1 ». La division oppose douze clubs en une série de vingt-deux rencontres.
Pour la première fois depuis 2004, une phase finale est mise en place à la fin de la saison entre les quatre premiers afin de déterminer le champion de France et les trois qualifiés pour la Ligue des champions. Les deux dernières places de la saison régulière restent synonymes de relégation en Division 2.

### Journées 1—6
Lors de la première journée de championnat, les Bordelaises rencontrent le Paris Saint-Germain. Malgré une belle combativité, défaite 3-0.
Match nul contre Le Havre AC 1-1
De nouveau une défaite frustrante contre l'Olympique lyonnais 4-0.
Lors de la 4e journée, les Girondines font un nouveau match nul contre Montpellier 1-1.
Défaite contre l'En avant Guingamp 1-0, match assez catastrophique. Une réaction est attendue contre Reims à Sainte Germaine. Malgré un match honorable, défaite 2-0 avec un but de l'ex girondine Mélissa Gomes.

### Journées 7—12
Les Girondines se déplacent deux fois à Paris pour jouer contre le FC Fleury 91, défaite honorable mais défaite quand même 2-1. Autre équipe parisienne pour la 8e journée, le Paris FC qui l'emporte par le plus petit écart 1-0
Belle victoire contre LOSC Lille 3-0, les girondines ne sont plus relégables
Défaite contre Dijon FCO 0-1, but à la dernière minute, expulsion de Maëlle Seguin. Enième défaite et correction contre AS Saint-Étienne au stade Matmut-Atlantique en baisser de rideau du match de Ligue 2 1-4. L'année 2023 se termine mal et l'équipe se retrouve dernière

### Journées 13—18
Elimination en coupe de France au Paris FC 0-3. Que dire de la défaite à Paris contre le Paris Saint-Germain 1-8 !!!
Match nul contre l'En avant Guingamp puis défaite avec une bonne première mi-temps contre le Paris FC 2-6 avec en plus une blessure pour Bahlouli. La spirale négative continue.
Match en retard et match nul 1-1 à Le Havre AC, les girondines ont raté l'opportunité de sortir de la zone rouge.
Suivrons défaites à Montpellier 1-2, 0-2 contre Dijon FCO et 0-1 à AS Saint-Étienne.
Avant le match contre AS Saint-Étienne l'entraineur Patrice Lair est mis à pied à titre conservatoire. L’ancien entraineur Jérôme Dauba (2016-2019) le remplace.

### Journées 19—24
Les Girondines se déplacent à Reims et encore une défaite 0-3. Puis contre le FC Fleury 91 0-3.
Victoire à LOSC Lille le dernier du championnat 1-2. Dernier match, l'équipe descend en D2, même si elle termine par une victoire contre une équipe bis de l'Olympique lyonnais